# Internationale Cricket-Saison 2023
Die internationale Cricket-Saison 2023 findet zwischen Mai 2023 und September 2023 statt. Als Sommersaison werden vorwiegend Heimspiele der Mannschaften aus Europa und Afrika ausgetragen, welche durch das ICC Future Tours Programm 2023–2027 vorgegeben werden. Die ausgetragenen Tests der internationalen Touren bildeten die Grundlage für die ICC Test Championship. Die ODI bilden den Grundstock für die ICC ODI Championship und die Twenty20-Spiele für die ICC T20I Championship. Höhepunkt der Saison ist für die Männer das Finale der ICC World Test Championship 2021–2023.

## Überblick

### Internationale Touren
| Beginn          | Heimteam           | Auswärtsteam | Resultate | Resultate | Resultate | Artikel |
| Beginn          | Heimteam           | Auswärtsteam | Test      | ODI       | Twenty20  | Artikel |
| --------------- | ------------------ | ------------ | --------- | --------- | --------- | ------- |
| 9. Mai 2023     | Irland             | Bangladesch  |           | 0–2 [3]   |           | Artikel |
| 1. Juni 2023    | England            | Irland       | 1–0 [1]   | 1–0 [3]   |           | Artikel |
| 2. Juni 2023    | Sri Lanka          | Afghanistan  |           | 2–1 [3]   |           | Artikel |
| 4. Juni 2023    | Ver. Arab. Emirate | West Indies  |           | 0–3 [3]   |           | Artikel |
| 14. Juni 2023   | Bangladesch        | Afghanistan  | 1–0 [1]   | 1–2 [3]   | 2–0 [2]   | Artikel |
| 16. Juni 2023   | England            | Australien   | 2−2 [5]   |           |           | Artikel |
| 12. Juli 2023   | West Indies        | Indien       | 0–1 [2]   | 1–2 [3]   | 3−2 [5]   | Artikel |
| 16. Juli 2023   | Sri Lanka          | Pakistan     | 0–2 [2]   |           |           | Artikel |
| 17. August 2023 | Ver. Arab. Emirate | Neuseeland   |           |           | 1−2 [3]   | Artikel |
| 18. August 2023 | Irland             | Indien       |           |           | 0−2 [3]   | Artikel |
| 22. August 2023 | Afghanistan        | Pakistan     |           | 0−3 [3]   |           | Artikel |
| 30. August 2023 | Südafrika          | Australien   |           | 3−2 [5]   | 0−3 [3]   | Artikel |
| 30. August 2023 | England            | Neuseeland   |           | 3−1 [4]   | 2−2 [4]   | Artikel |

### Internationale Turniere
| Beginn          | Turnier                                          | Land               |
| --------------- | ------------------------------------------------ | ------------------ |
| 7. Juni 2023    | Finale der ICC World Test Championship 2021–2023 | England            |
| 18. Juni 2023   | ICC Cricket World Cup Qualifier 2023             | Simbabwe           |
| 30. August 2023 | Asia Cup 2023                                    | Pakistan Sri Lanka |

### Internationale Touren (Frauen)
| Beginn            | Heimteam    | Auswärtsteam | Resultate | Resultate | Resultate | Artikel |
| Beginn            | Heimteam    | Auswärtsteam | WTest     | WODI      | WTwenty20 | Artikel |
| ----------------- | ----------- | ------------ | --------- | --------- | --------- | ------- |
| 29. April 2023    | Sri Lanka   | Bangladesch  |           | 1–0 [3]   | 2–1 [3]   | Artikel |
| 22. Juni 2023     | England     | Australien   | 0–1 [1]   | 2–1 [3]   | 2–1 [3]   | Artikel |
| 26. Juni 2023     | West Indies | Irland       |           | 2–0 [3]   | 3–0 [3]   | Artikel |
| 27. Juni 2023     | Sri Lanka   | Neuseeland   |           | 2–1 [3]   | 1–2 [3]   | Artikel |
| 3. Juli 2023      | Niederlande | Thailand     |           | 1–1 [3]   |           | Artikel |
| 9. Juli 2023      | Bangladesch | Indien       |           | 1−1 [3]   | 1–2 [3]   | Artikel |
| 23. Juli 2023     | Irland      | Australien   |           | 0–2 [3]   |           | Artikel |
| 14. August 2023   | Niederlande | Irland       |           |           | 0−3 [3]   | Artikel |
| 31. August 2023   | England     | Sri Lanka    |           | 2−0 [3]   | 1−2 [3]   | Artikel |
| 1. September 2023 | Pakistan    | Südafrika    |           | 1−2 [3]   | 3−0 [3]   | Artikel |

## Nationale Meisterschaften
Aufgeführt sind die nationalen Meisterschaften der Full Member des ICC.
| Land        | First-Class                             | List A                      | Twenty20                      |
| ----------- | --------------------------------------- | --------------------------- | ----------------------------- |
| Afghanistan | Ahmad Shah Abdali 4-day Tournament 2023 |                             |                               |
| England     | County Championship 2023                | Metro Bank One-Day Cup 2023 | Twenty20 Cup 2023             |
| Indien      | Duleep Trophy 2023                      |                             | Indian Premier League 2023    |
| Irland      |                                         | Inter-Provincial Cup 2023   | Inter-Provincial Trophy 2023  |
| Sri Lanka   |                                         |                             | Lanka Premier League 2023     |
| West Indies |                                         |                             | Caribbean Premier League 2023 |

## Nationale Meisterschaften (Frauen)
| Land    | List A                           | Twenty20                   |
| ------- | -------------------------------- | -------------------------- |
| England | Rachael Heyhoe Flint Trophy 2023 | Charlotte Edwards Cup 2023 |